# Рабиц (Кубшюц)
Ра́биц или Ра́боцы (нем. Rabitz; в.-луж. Rabocyо файле) — деревня в Верхней Лужице, Германия. Входит в состав коммуны Кубшюц района Баутцен в земле Саксония. Подчиняется административному округу Дрезден.

## География
Располагается северо-восточнее Баутцена и состоит из нескольких усадеб. На юге деревни проходит железнодорожная линия Баутцен — Гёрлиц.
Соседние населённые пункты: на севере — деревня Вурицы коммуны Мальшвиц (входит в городские границы Баутцена), на северо-востоке — деревня Йенкецы, на юге — деревня Тороньца и Ясеньца (входит в состав деревни Грубочицы).

## История
Впервые упоминается в 1419 году под наименованием Grabewitz.
С 1936 по 1950 года была центром одноимённой коммуны. С 1950 по 1994 года деревня входила в состав коммуны Енквиц. С 1994 года входит в современную коммуну Кубшюц.
В настоящее время деревня входит в состав культурно-территориальной автономии «Лужицкая поселенческая область», на территории которой действуют законодательные акты земель Саксонии и Бранденбурга, содействующие сохранению лужицких языков и культуры лужичан.
Исторические немецкие наименования
- Grabewitz, 1419
- Grabis, 1476
- Grabewitz, 1519
- Grabitz, 1589
- Robitz, 1739
- Rabitz, 1759

## Население
Официальным языком в населённом пункте, помимо немецкого, является также верхнелужицкий язык.
Согласно статистическому сочинению «Dodawki k statisticy a etnografiji łužickich Serbow» Арношта Муки в 1884 году в деревне проживало 50 человек (из них — 46 серболужичан (82 %)).
| 1834 | 1871 | 1890 | 1910 | 1925 | 1939 | 1946 |
| ---- | ---- | ---- | ---- | ---- | ---- | ---- |
| 44   | 50   | 80   | 64   | 59   | 119  | 154  |

## Достопримечательности
Памятники культуры и истории земли Саксония
- Бывшая пожарная станция, Auritzer Straße 11, 1870 год (№ 09251355)
- Дом пожарных, Auritzer Straße 12, 1932 год (№ 09251354)